# Patrimonio de la Humanidad

Logotipo del programa Patrimonio Mundial de Unesco.

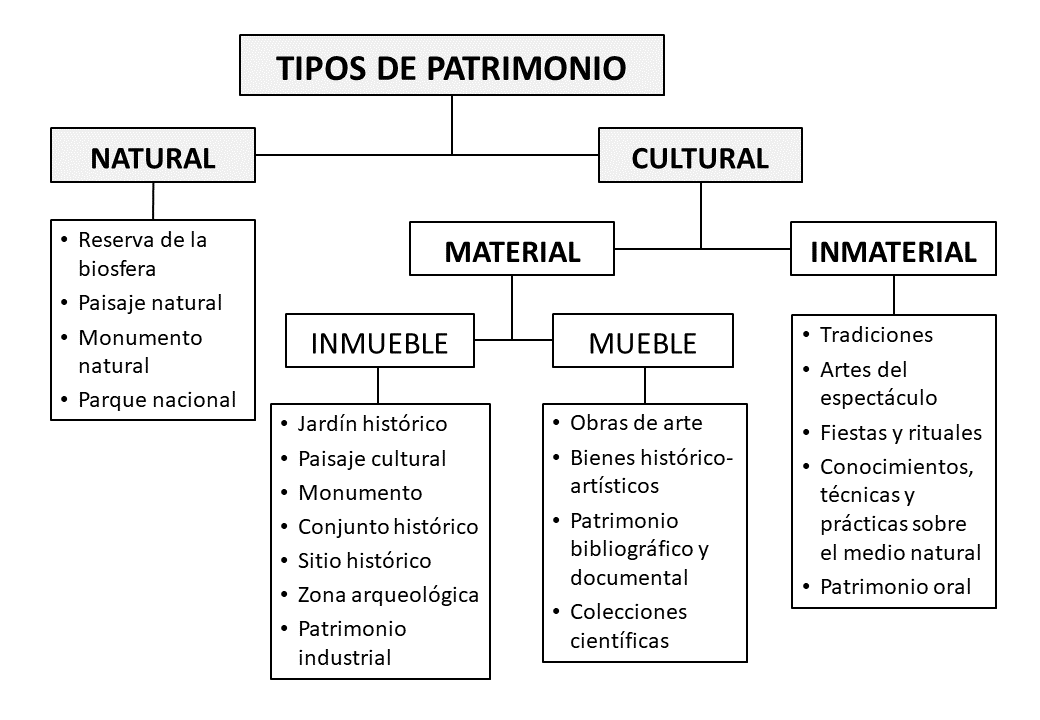
Tipos de patrimonio.

Patrimonio Mundial, más conocido como Patrimonio de la Humanidad, es el título conferido por la Unesco a sitios específicos del planeta (sean bosque, montaña, lago, laguna, cueva, desierto, edificación, complejo arquitectónico, ruta cultural, paisaje cultural o ciudad) que han sido propuestos y confirmados para su inclusión en la lista mantenida por el programa Patrimonio Mundial, administrado por el Comité del Patrimonio Mundial, compuesto por 21 Estados miembros a los que elige la Asamblea General de Estados miembros por un periodo determinado.

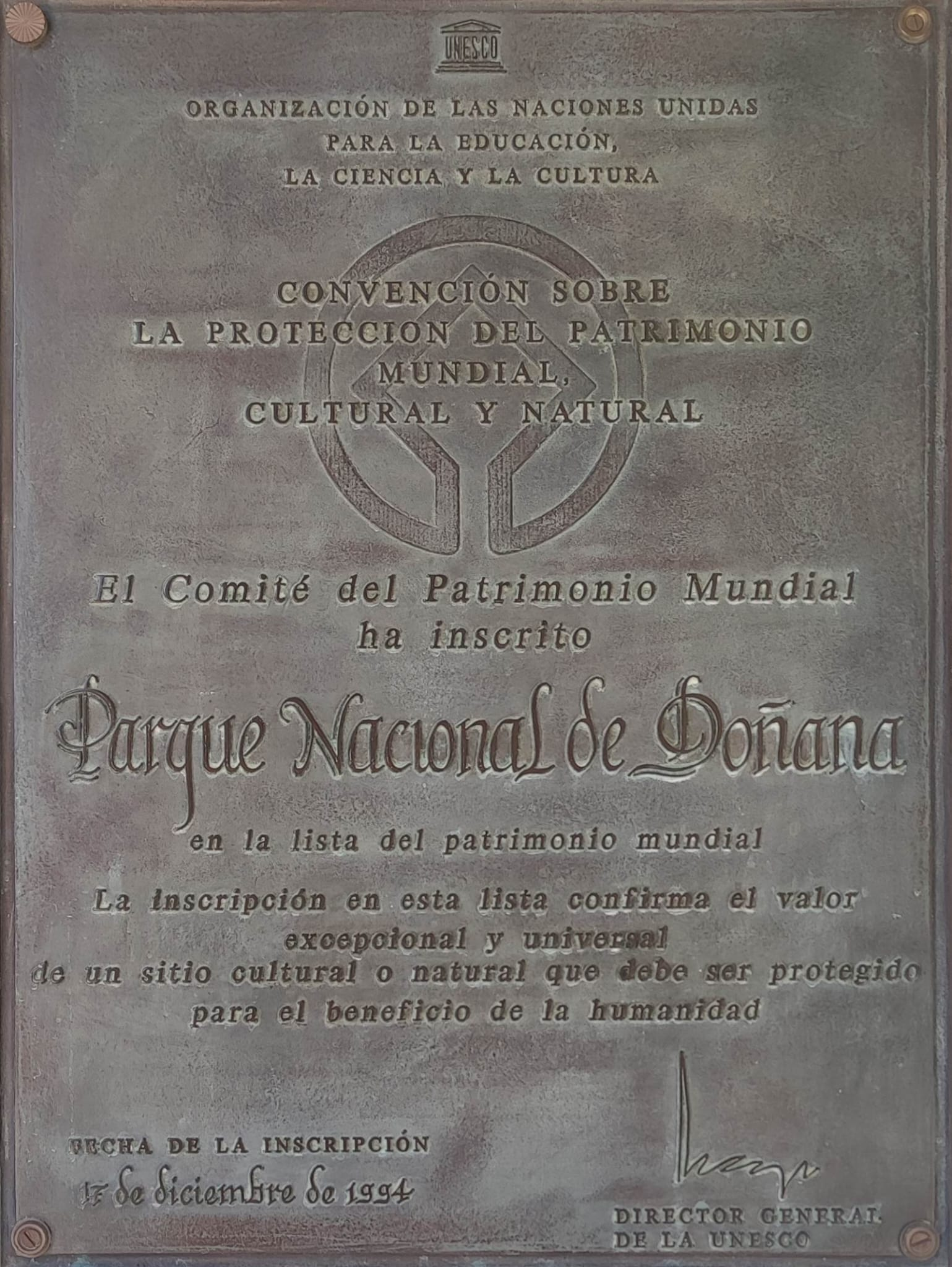
Placa conmemorativa de la inscripción en la Lista del Patrimonio Mundial en Doñana, Huelva

El objetivo del programa es catalogar, preservar y dar a conocer sitios de importancia cultural o natural excepcional para la herencia común de la humanidad. Bajo ciertas condiciones, los sitios mencionados pueden obtener financiación para su conservación del Fondo para la conservación del Patrimonio mundial. Fue fundado por la Convención para la cooperación internacional en la protección de la herencia cultural y natural de la humanidad, que posteriormente fue adoptada por la conferencia general de la Unesco el 16 de noviembre de 1972. Desde entonces, 193 Estados miembros han ratificado la convención.
Para julio de 2024, el catálogo consta de un total de 1223 sitios del Patrimonio Mundial, de los cuales 952 son culturales, 231 naturales y 40 mixtos, distribuidos en 168 países.Por cantidad de sitios inscritos, los diez primeros países son: Italia (61 sitios), China (60 sitios), Alemania (55 sitios), Francia (54 sitios), España (50 sitios), India (44 sitios), México (36 sitios), Reino Unido (35 sitios), Rusia (33 sitios) e Irán (29 sitios). Algunas de las regiones subnacionales con más bienes culturales Patrimonio Mundial son Castilla y León y Andalucía (España), con 8; junto con las regiones de la Toscana, la Lombardía y el Véneto (Italia), las tres con 8 o más bienes.
Históricamente, la inscripción de los dos primeros bienes registrados en la Lista del Patrimonio Mundial en 1978, el centro histórico de Quito y las islas Galápagos, ambas ubicadas en Ecuador, se celebra cada 3 de diciembre en la Sede de la Unesco en París. Las islas Galápagos poseen la distinción de ser el primer bien natural declarado Patrimonio Mundial, mientras que el centro histórico de Quito, junto con el de Cracovia (Polonia), fueron los primeros centros históricos inscritos en la Lista.
La Unesco se refiere a cada sitio con un número de identificación único, pero las nuevas inscripciones incluyen a menudo los sitios anteriores ahora enumerados como parte de descripciones más grandes. Consecuentemente, el sistema de numeración termina actualmente sobre 1500, aunque realmente haya 1092 catalogados; con el añadido de que muchos de los Patrimonios de la Humanidad se encuentran en múltiples ubicaciones, siendo el mismo sitio, principalmente aquellos que son rutas culturales, conjuntos de un mismo concepto de sitio natural protegido, o paisajes culturales.
Cada sitio Patrimonio Mundial pertenece al país en el que se localiza, pero se considera en el interés de la comunidad internacional y debe ser preservado para las futuras generaciones. La protección y la conservación de estos sitios son una preocupación de los 122 Estados miembros de la Unesco.

## Historia y desarrollo

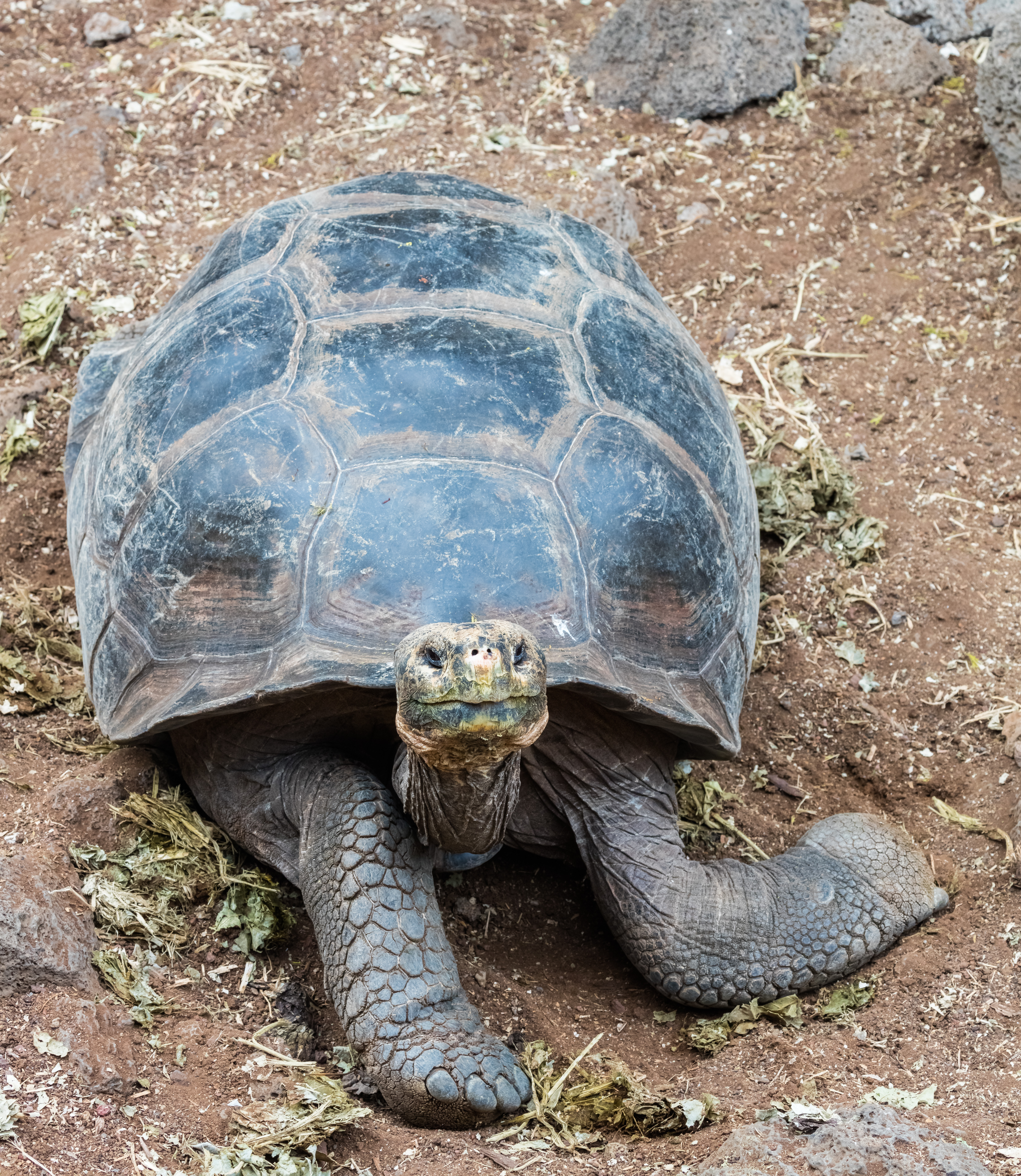
Sitio n.° 1: Islas Galápagos, Ecuador.

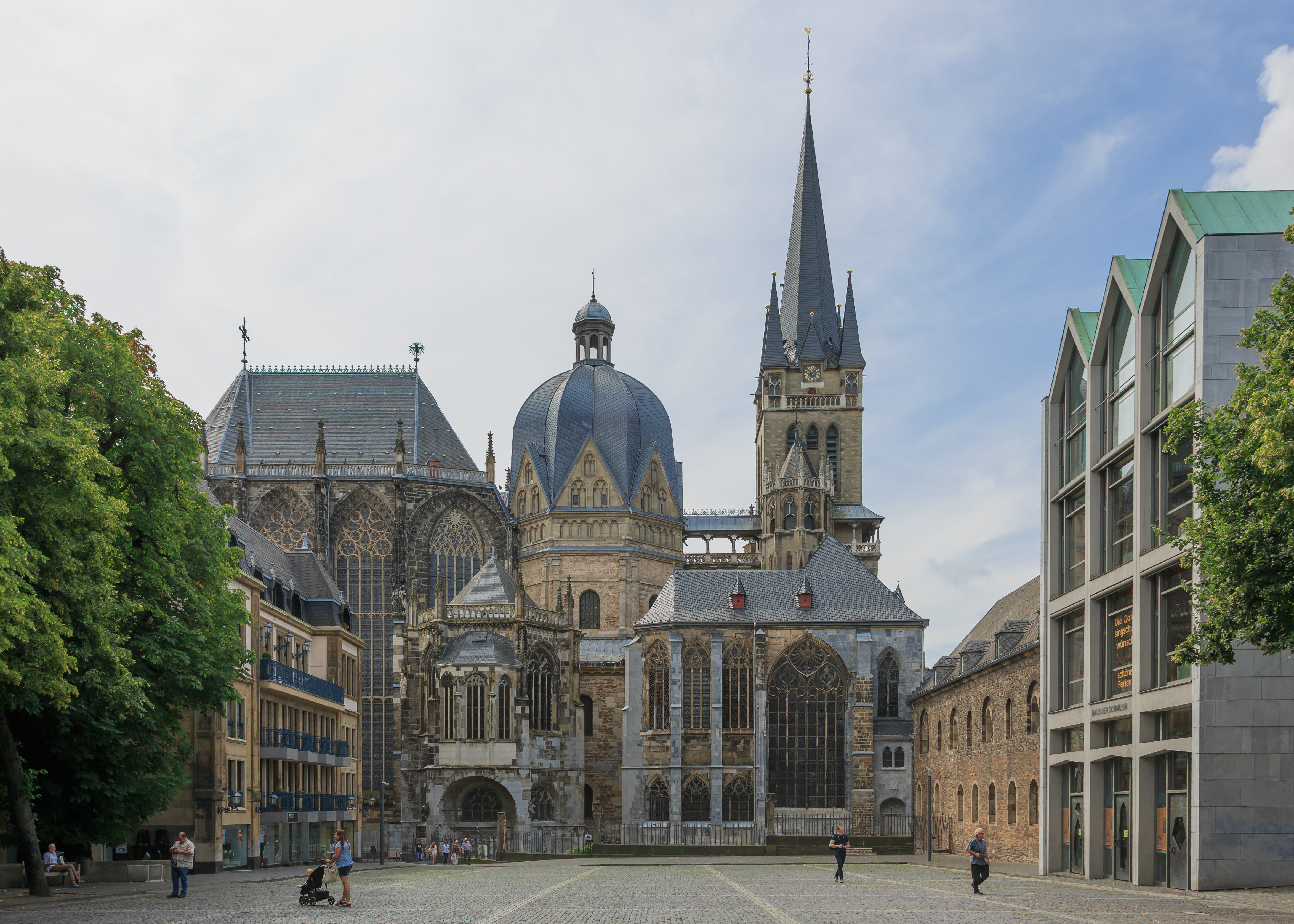
Sitio n.º 3: Catedral de Aquisgrán, Alemania.

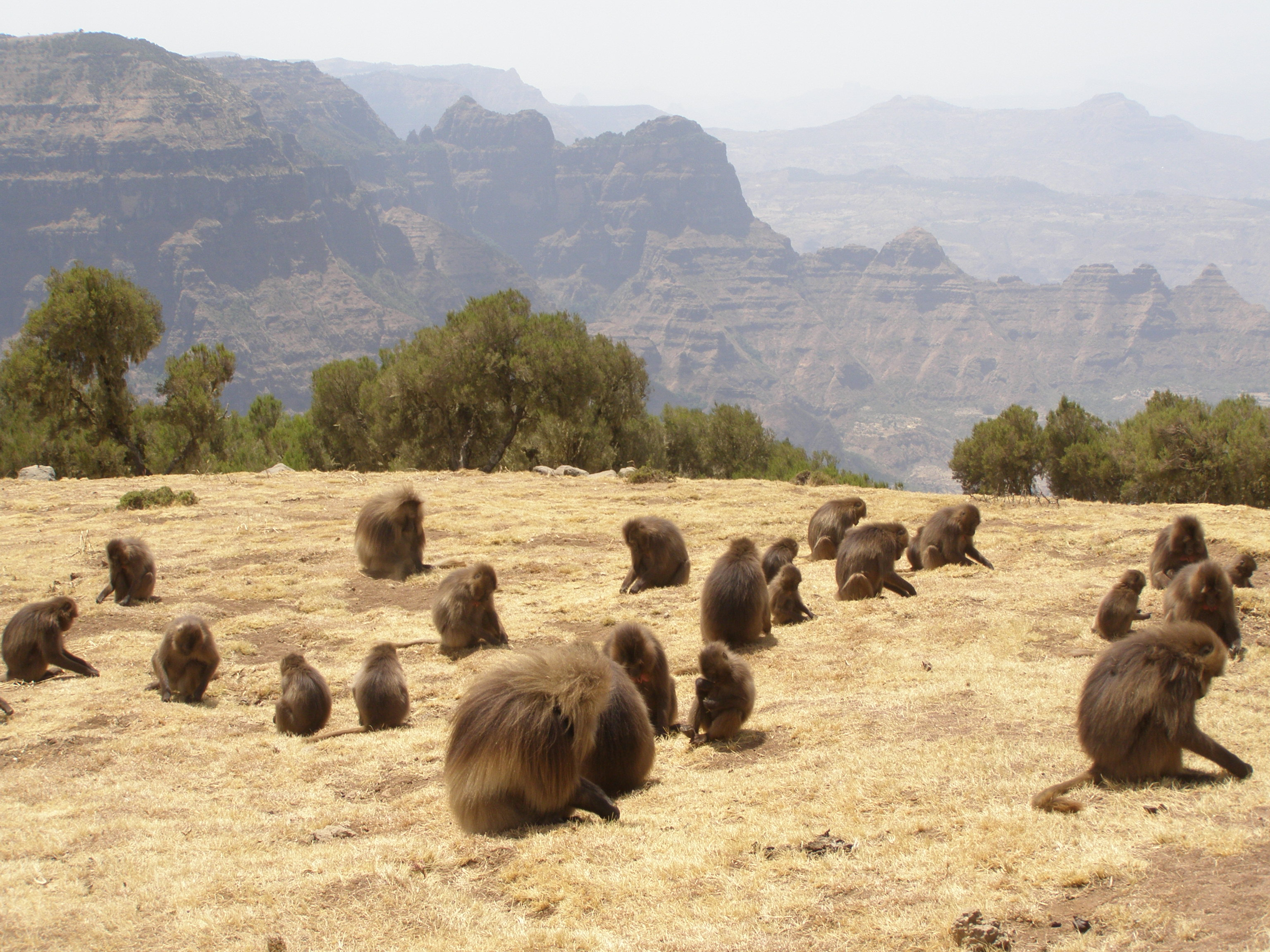
Sitio n.º 9: Parque nacional de Simen, Etiopía.

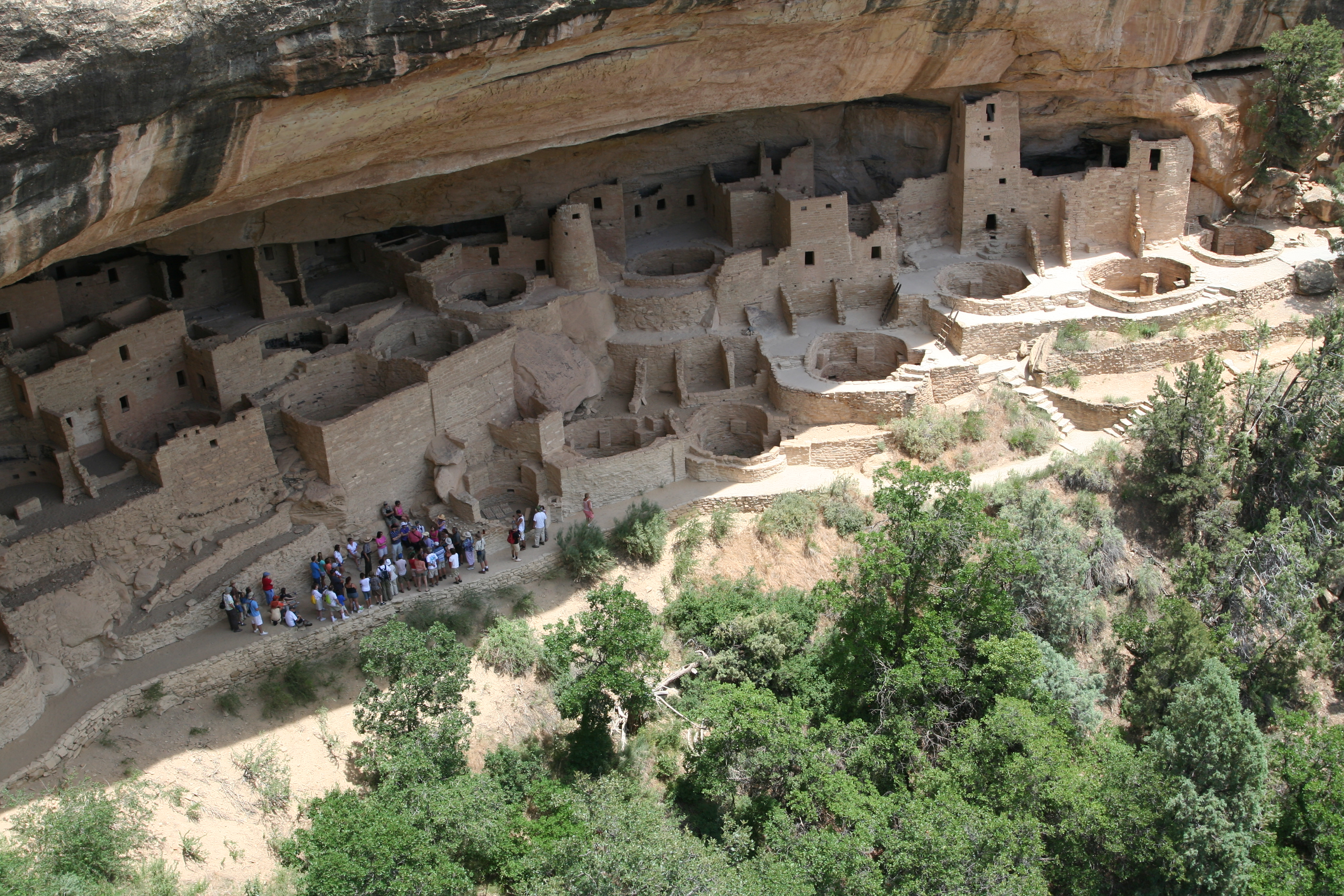
Sitio n.º 27: Parque nacional Mesa Verde, Estados Unidos.

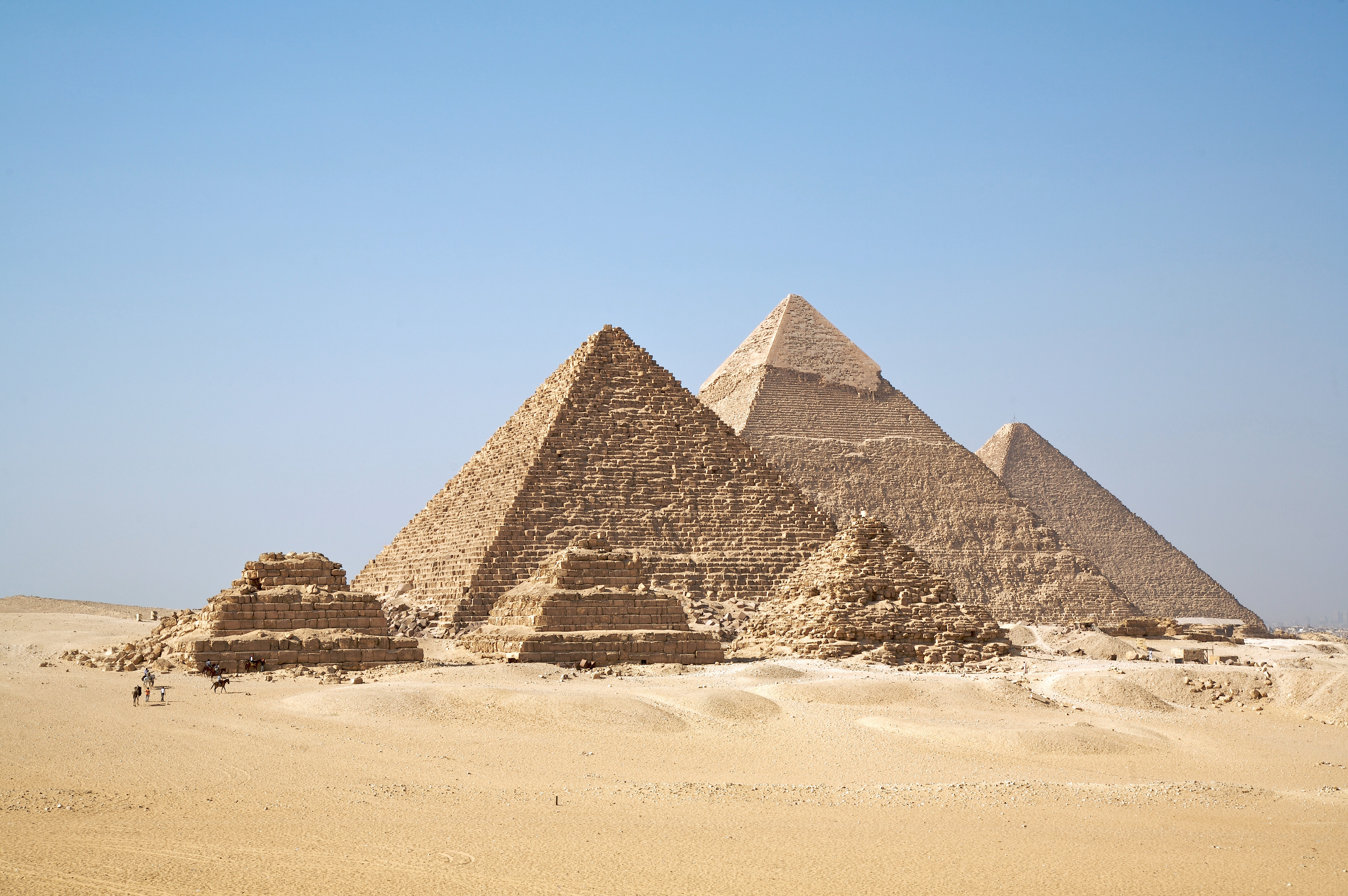
Sitio n.º 86: Menfis y su necrópolis, incluyendo las pirámides de Guiza, Egipto.

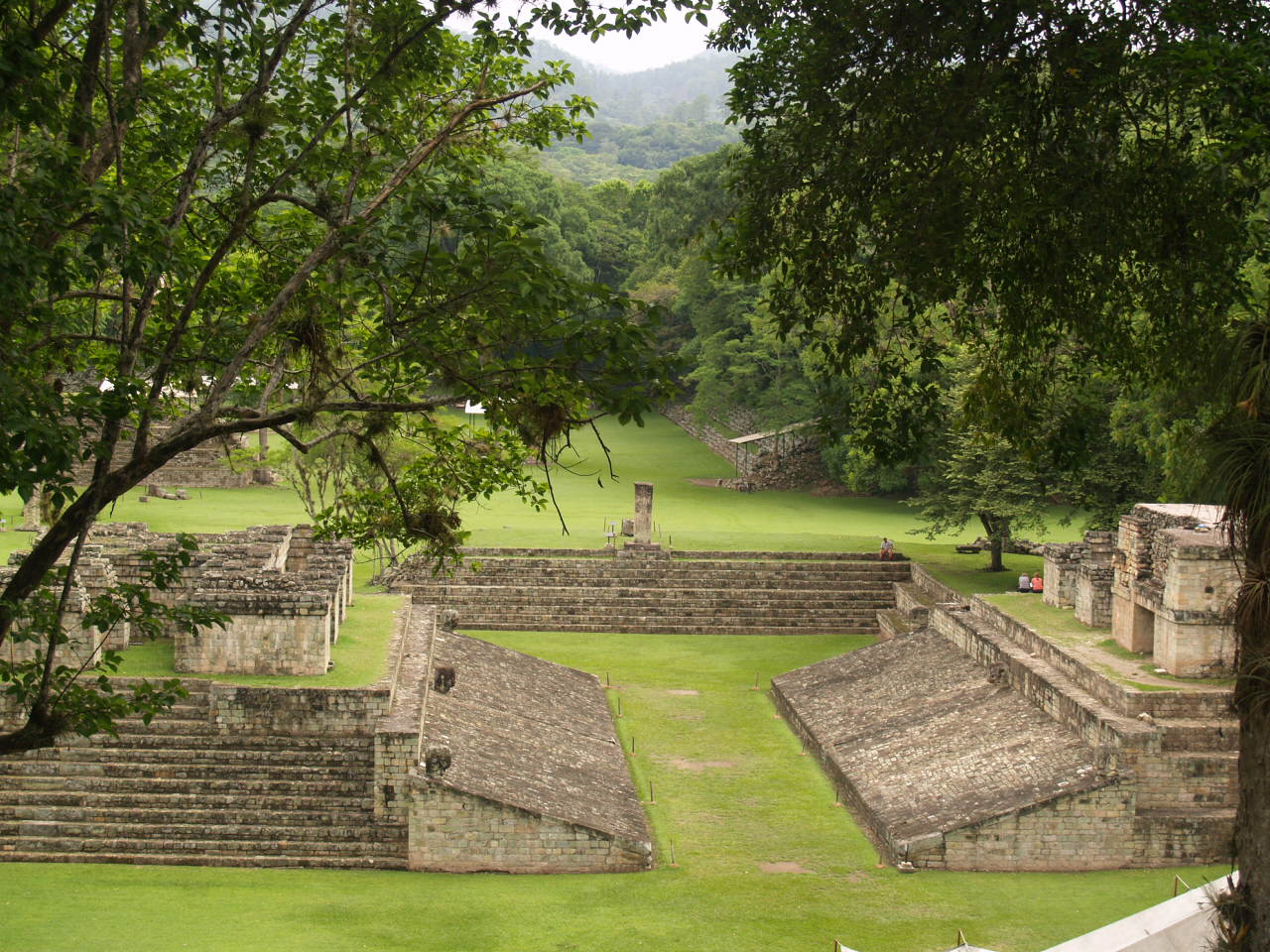
Sitio n.º 129: Copán (sitio arqueológico), Honduras.

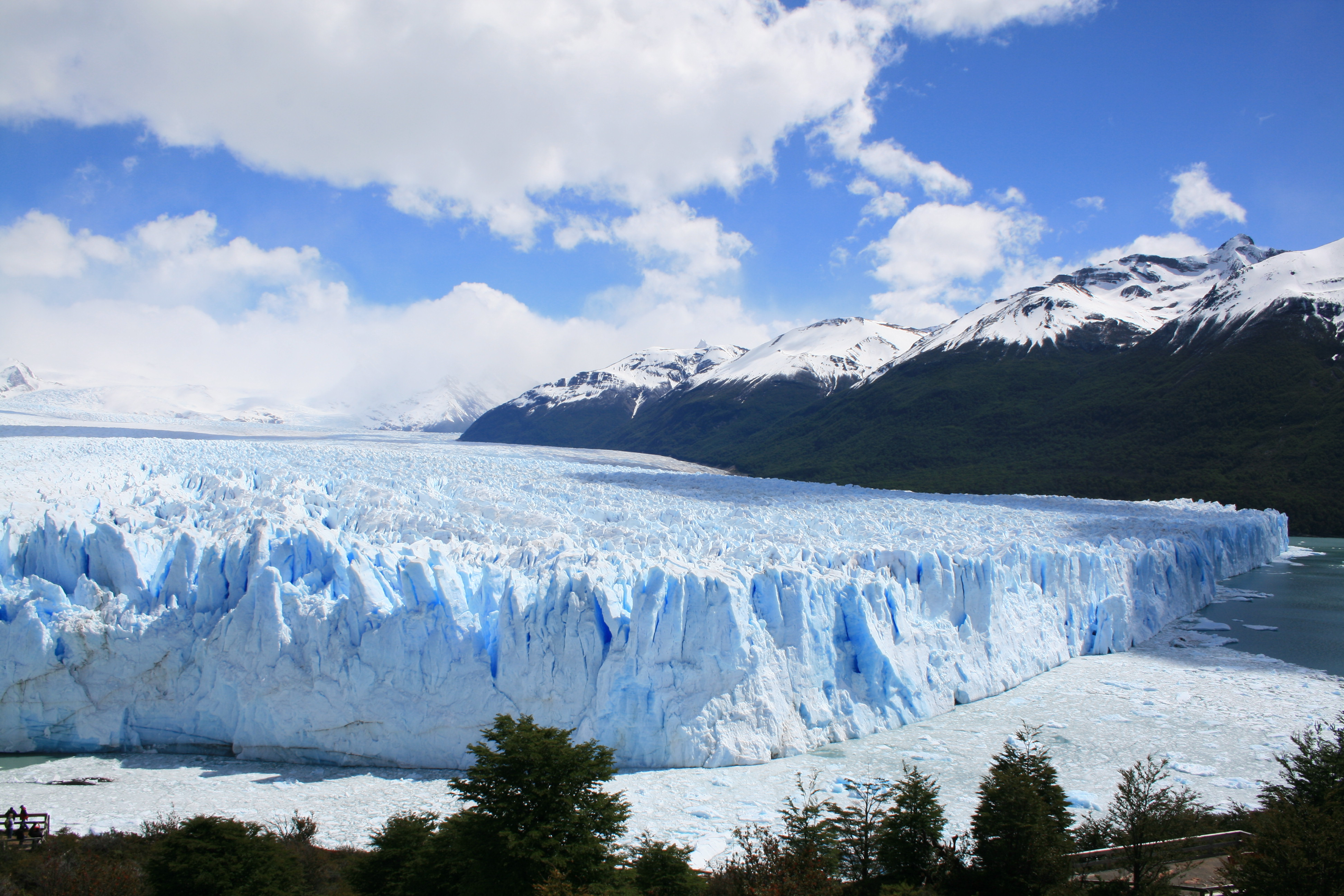
Sitio n.º 145: Parque nacional Los Glaciares, Argentina.

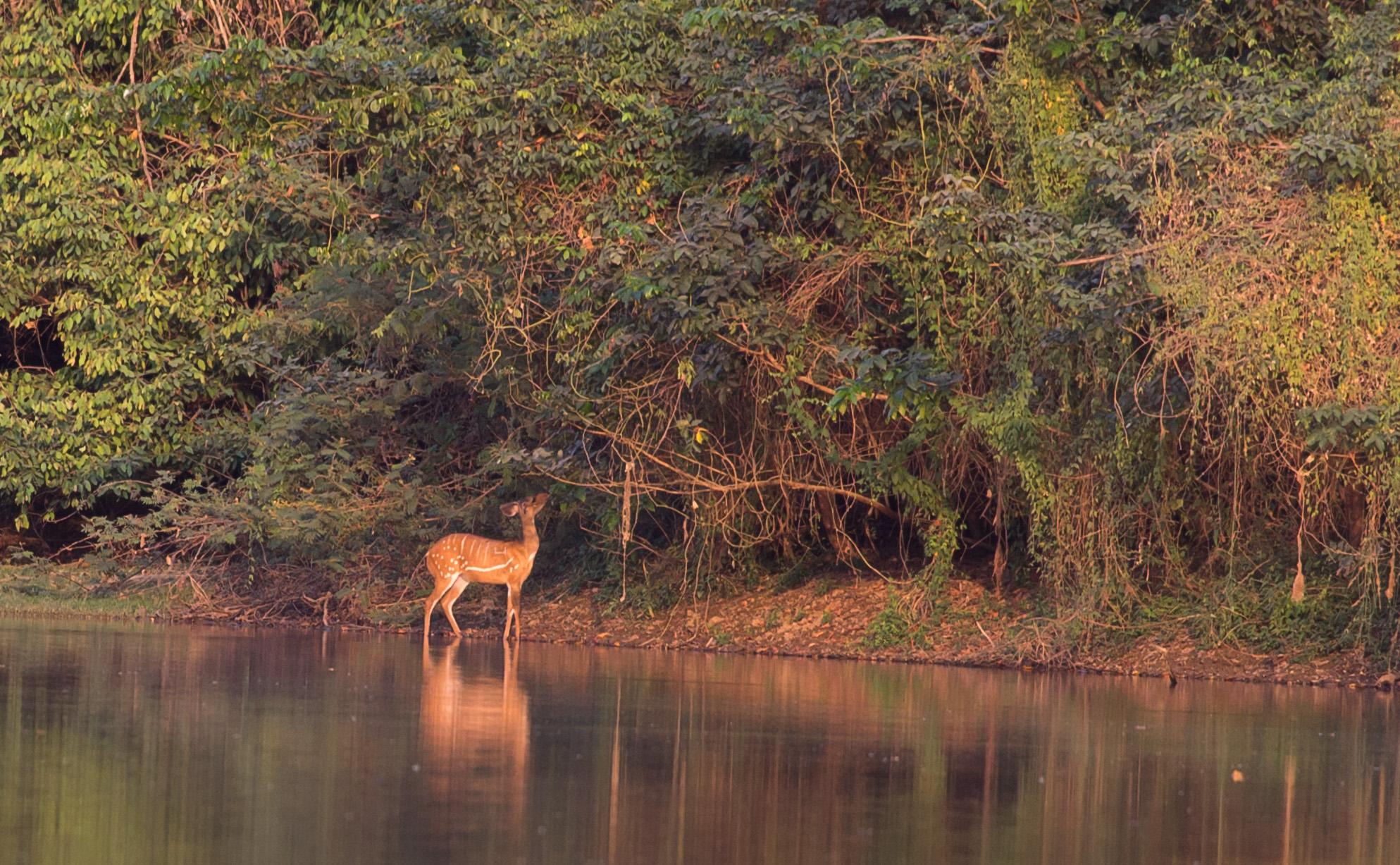
Sitio n.º 227: Parque nacional del Comoé, Costa de Marfil.

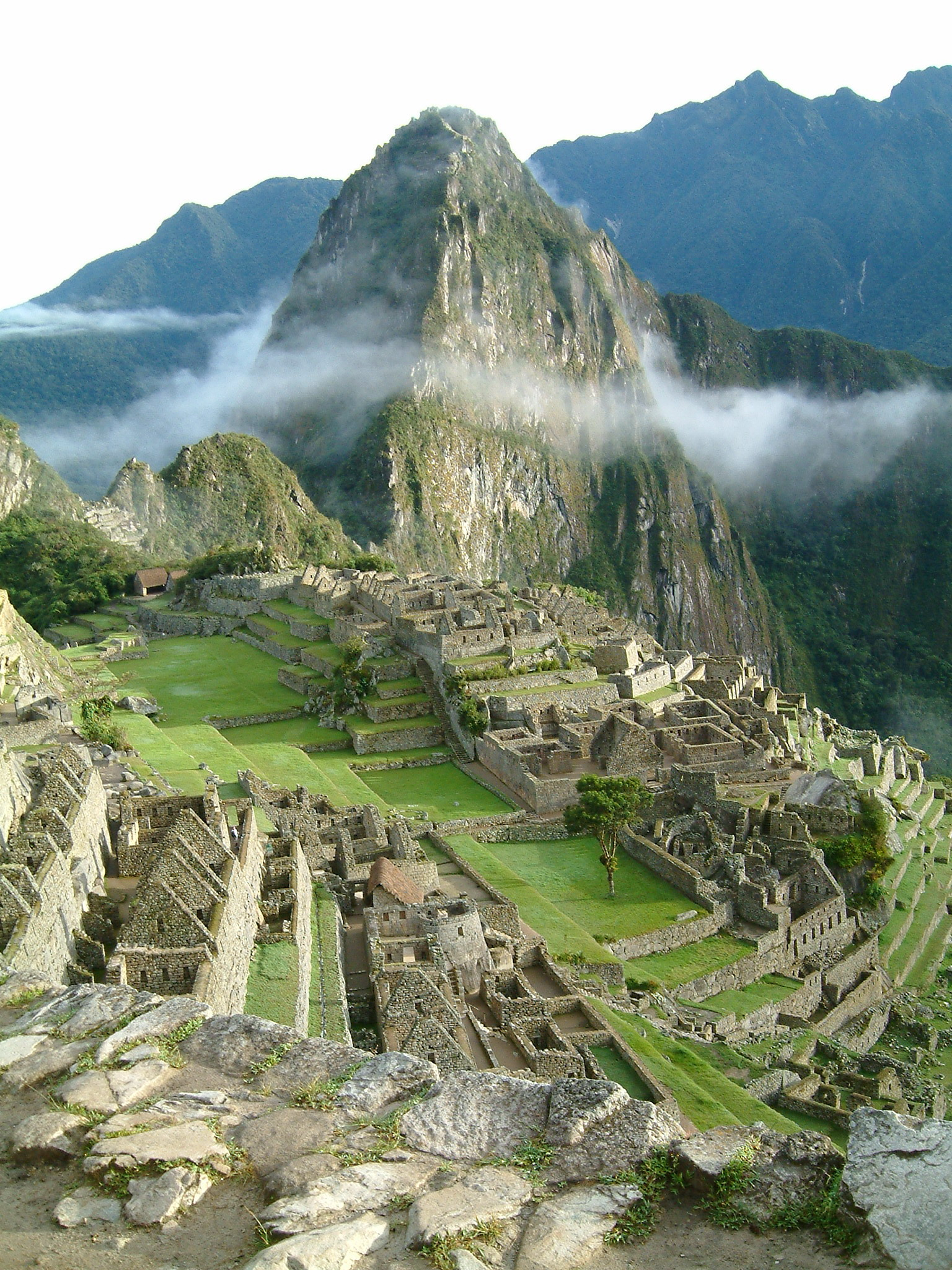
Sitio n.º 274: Santuario histórico de Machu Picchu, Perú.

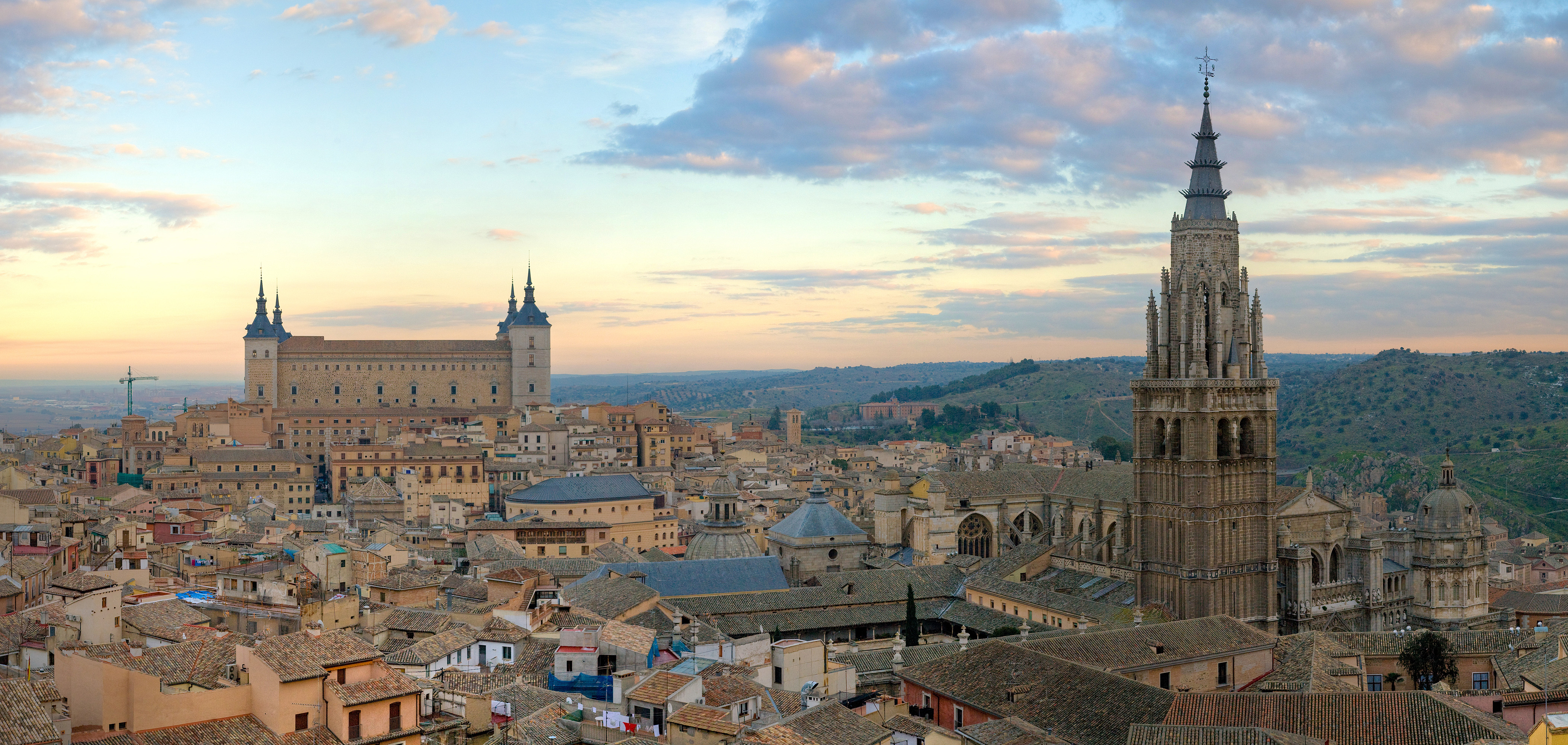
Sitio n.º 379: Ciudad histórica de Toledo, España.

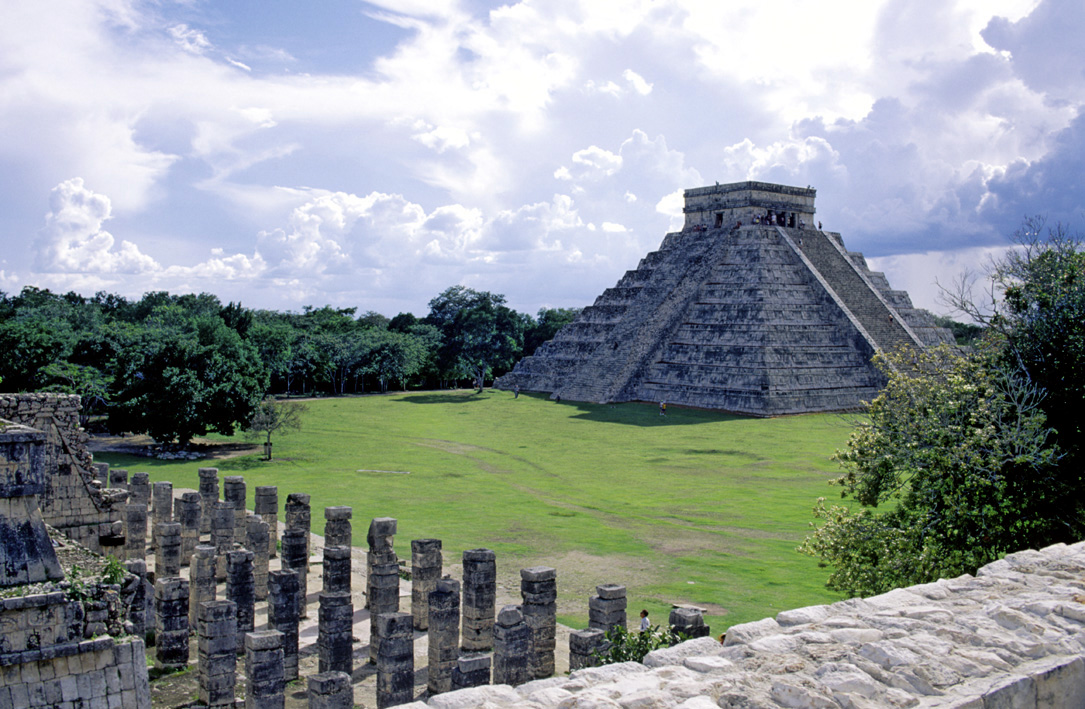
Sitio n.° 483: Chichén-Itzá, México.

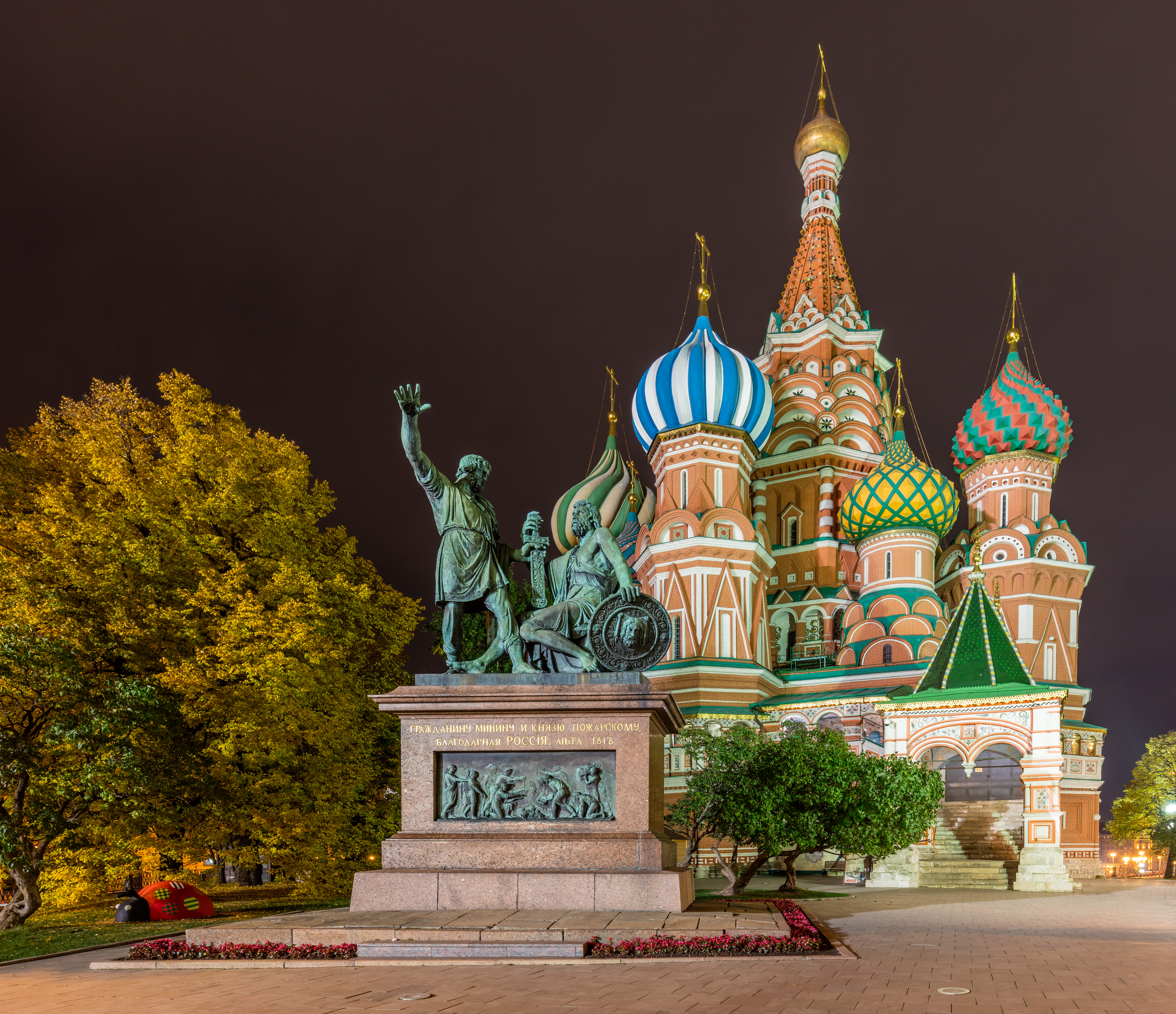
Sitio n.º 545 (Plaza Roja): Catedral de San Basilio, Moscú, Rusia.

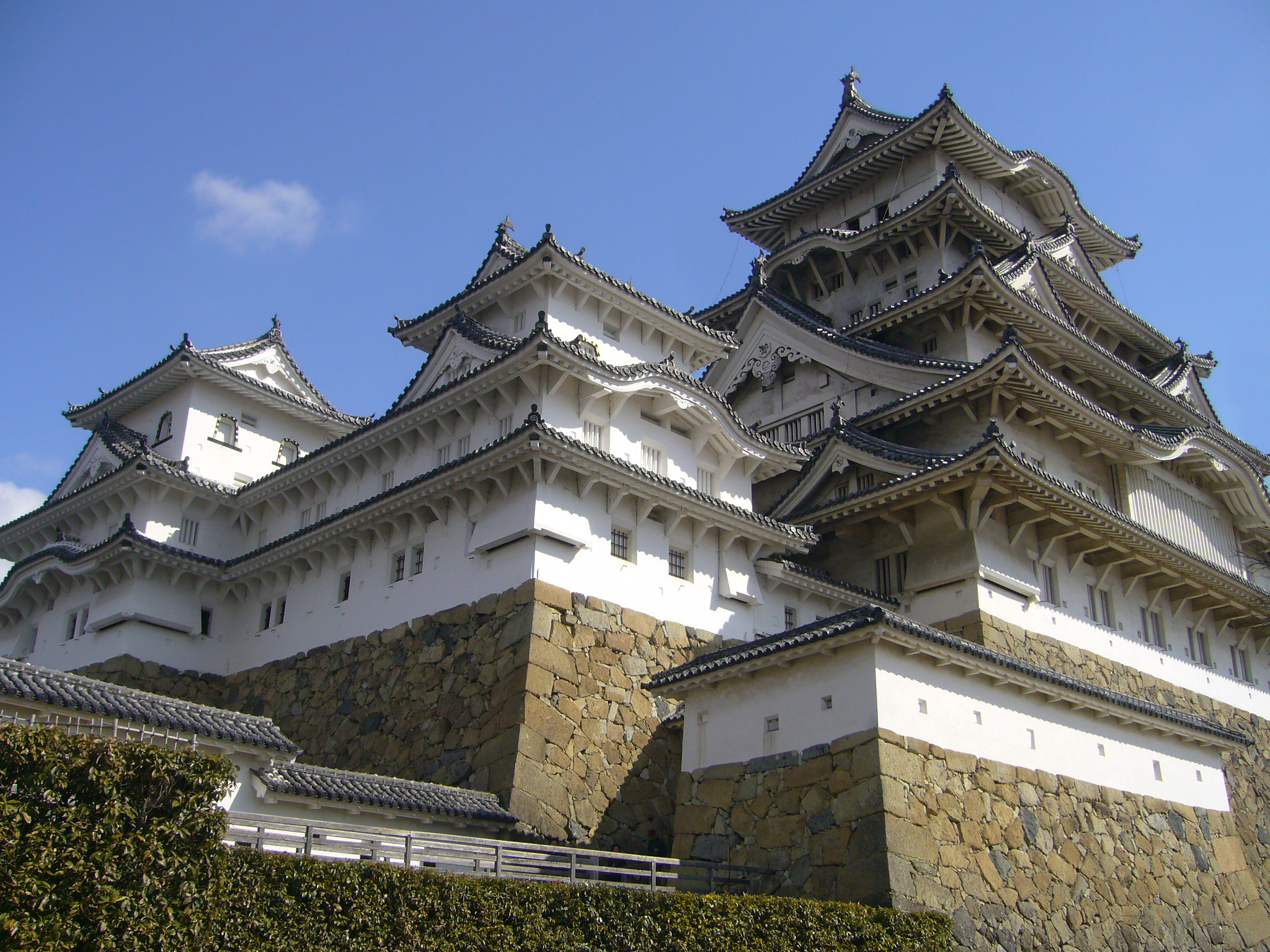
Sitio n.º 661: Castillo Himeji (Himeji-jo) en Himeji, Japón.

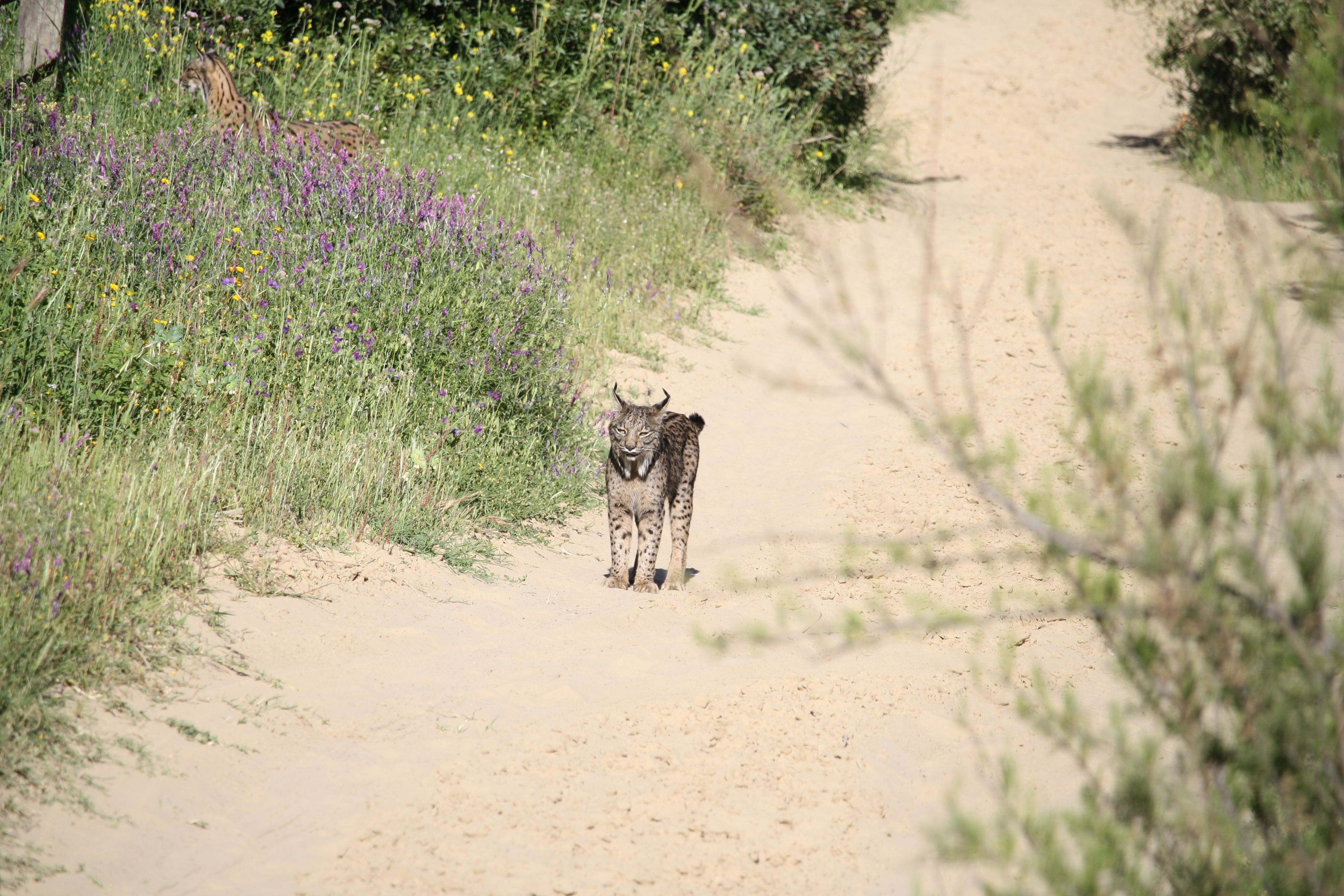
Sitio n.º 685: El Parque Nacional de Doñana en Huelva, España.

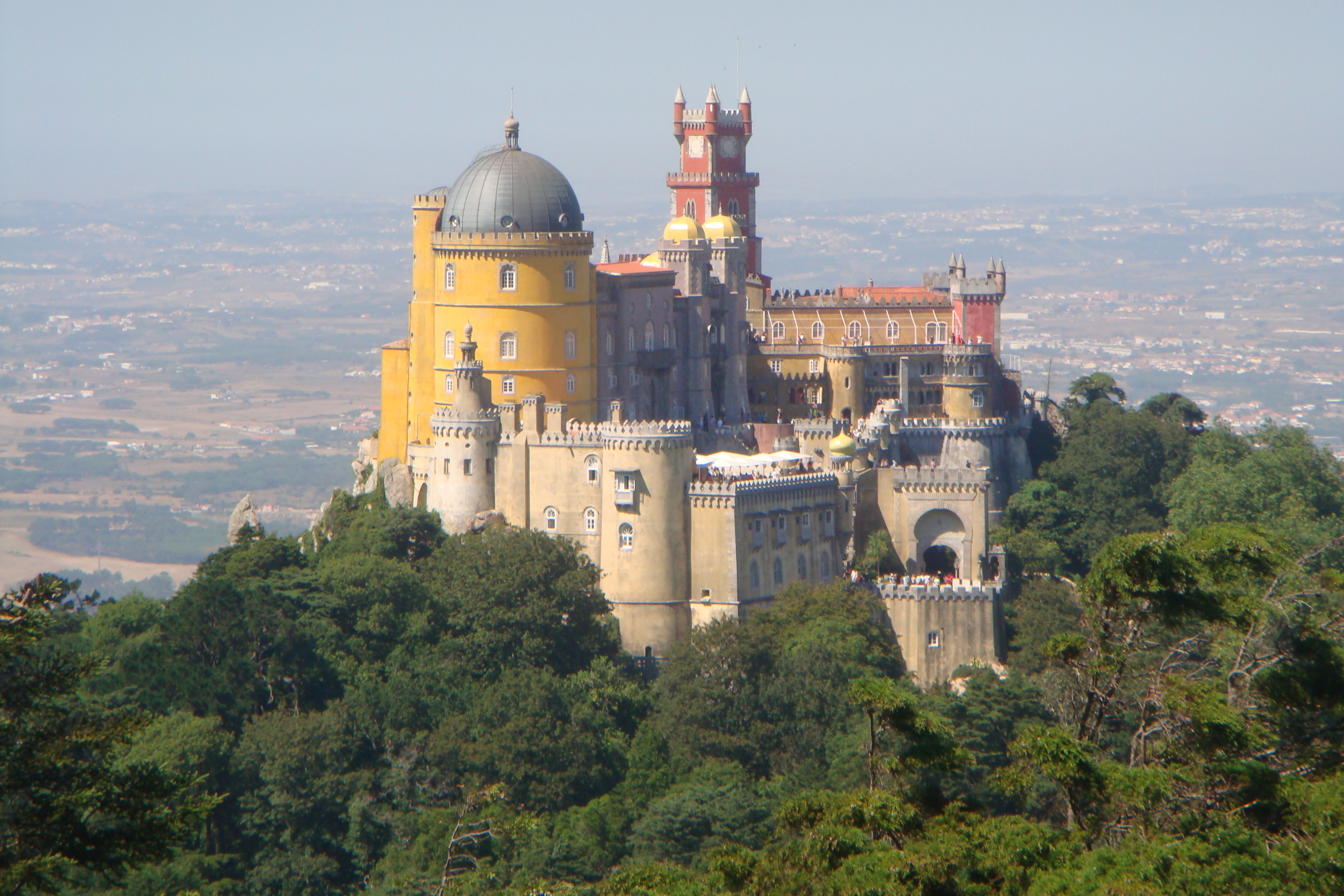
Sitio n.º 723: El Palacio de la Pena y el paisaje de Sintra, Portugal.

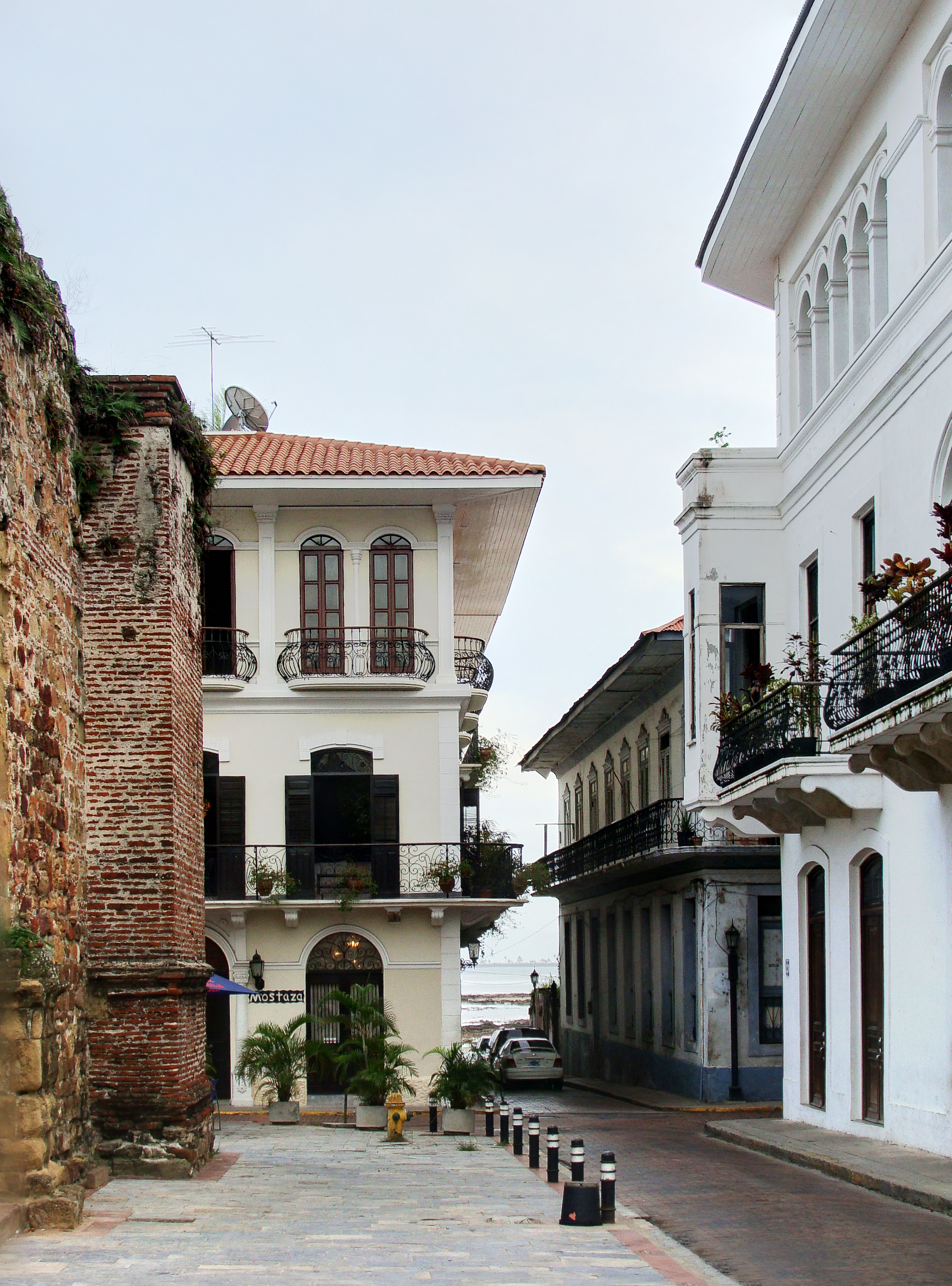
Sitio n.º 790: Casco Antiguo de la Ciudad de Panamá, Panamá.

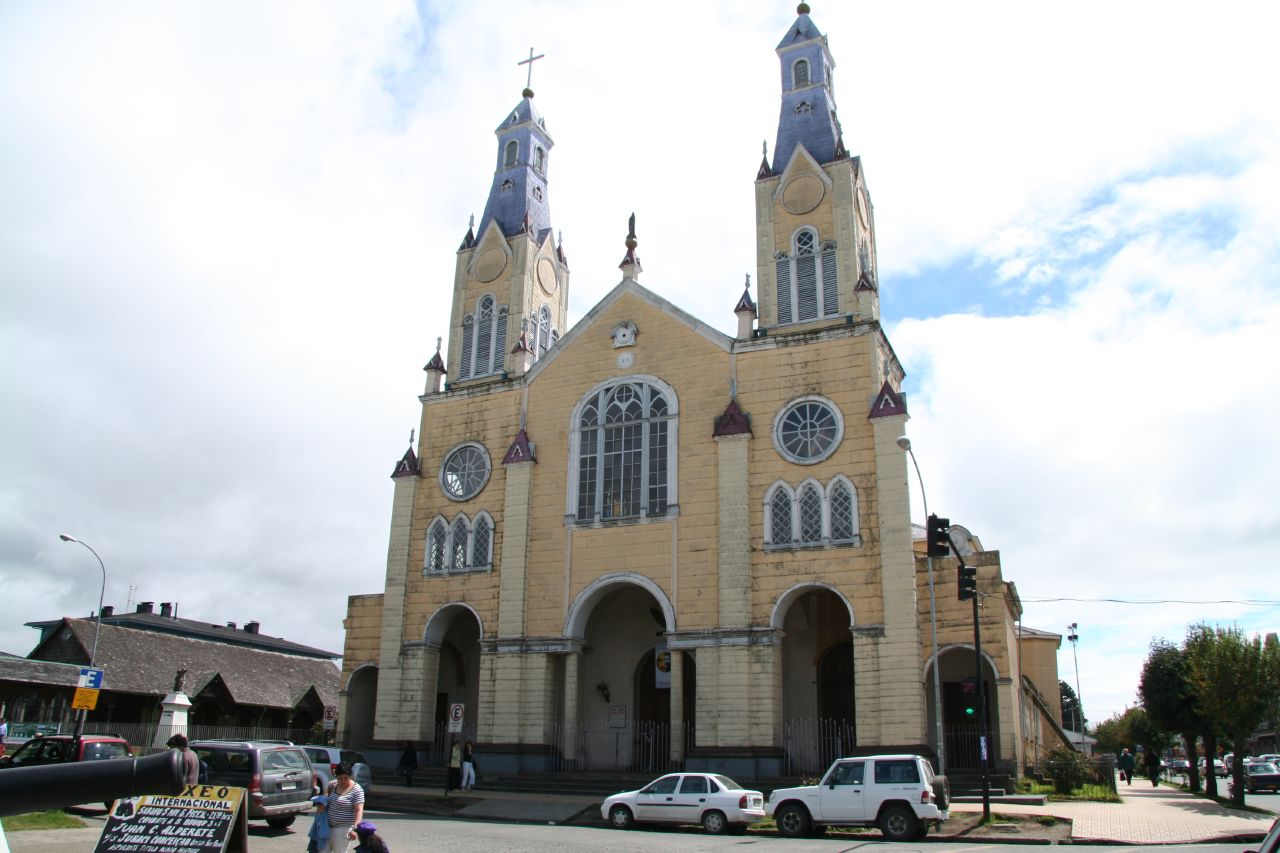
Sitio n.º 971: Iglesias de Chiloé, Chile.

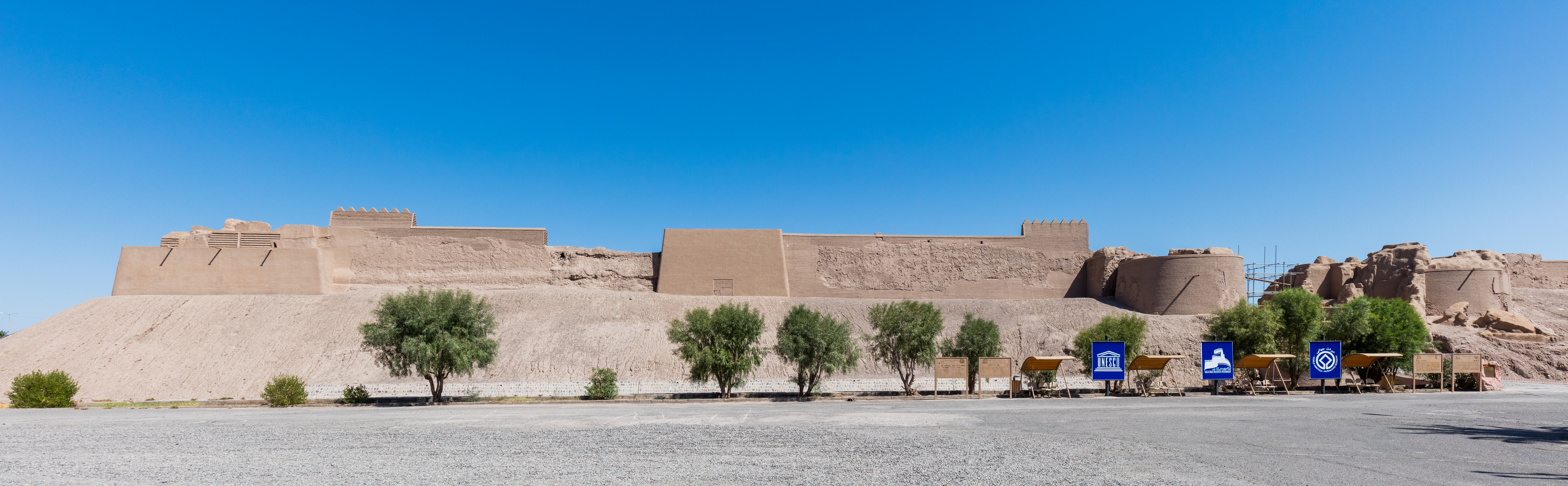
Sitio n.º 1208bis: Fortaleza de Bam, Irán.

En 1959, el gobierno de Egipto decidió construir la presa de Asuán, lo que generaría la inundación del valle en el que se encontraban tesoros de enorme valor arqueológico e histórico como los templos de Abu Simbel. Entonces la Unesco lanzó una campaña internacional de protección de estos tesoros. Los templos de Abu Simbel y de File fueron desmontados, transportados a un sitio más alto y reconstruidos con exactitud pieza por pieza.
El costo del proyecto fue de aproximadamente 80 millones de dólares estadounidenses, de los cuales casi la mitad fue obtenida de 50 países. Se consideró ampliamente un éxito y esto llevó al desarrollo de nuevas campañas de protección, como la de salvar Venecia y su laguna, las ruinas de Mohenjo-Daro en Pakistán o el templo Borobudur en Indonesia. La Unesco propugnó así, junto con el Consejo Internacional de Monumentos y Sitios, una convención para proteger el patrimonio cultural común de la humanidad.
Los Estados Unidos iniciaron la idea de combinar la conservación cultural con la conservación natural. En una conferencia de la Casa Blanca en 1965 se pidió por una "entidad para el patrimonio de la humanidad" para preservar "las áreas naturales y sitios históricos del mundo para el presente y futuro de toda la humanidad". En 1968 la Unión Mundial para la Conservación desarrolló propuestas similares, que fueron presentadas en 1972 en una conferencia de Naciones Unidas sobre ambiente humano en Estocolmo, Suecia.
Un solo texto fue aprobado por todas las partes, y la Convención sobre la Protección del Patrimonio Mundial Cultural y Natural fue adoptada por la Conferencia General de la Unesco en su XVII reunión celebrada en París el 16 de noviembre de 1972.

## Comité del Patrimonio Mundial
El Comité del Patrimonio Mundial se reúne una vez al año, y se compone de representantes de 21 de los Estados Partes elegidos por la Asamblea General. En su primera sesión, el Comité aprobó su Reglamento Interno del Comité del Patrimonio Mundial. Este Comité de 21 miembros, es responsable de la aplicación de la Convención del Patrimonio Mundial, define el uso del Fondo del Patrimonio Mundial y asigna ayuda financiera a petición de los Estados. Tiene la última palabra sobre si una propiedad estará inscrita en la Lista del Patrimonio Mundial. Examina los informes sobre el estado de conservación de los bienes inscritos y pide la toma de medidas correspondientes a los países cuando los sitios inscritos no están siendo manejados adecuadamente. También decide sobre la inscripción o supresión de bienes en la Lista del Patrimonio Mundial en Peligro.
En 2021, los 21 miembros del Comité del Patrimonio de la Humanidad, son:
| - Arabia Saudita - Australia - Baréin - Bosnia y Herzegovina - Brasil - China - Egipto | - España - Etiopía - Guatemala - Hungría - Kirguistán - Mali - Nigeria | - Noruega - Omán - Rusia - San Cristóbal y Nieves - Sudáfrica - Tailandia - Zimbabue |

El Comité del Patrimonio de la Humanidad se reúne varias veces al año para discutir medidas sobre la gestión de los sitios Patrimonio de la Humanidad existentes, y aceptar las candidaturas de los países interesados. En una sesión anual, conocida como la Sesión del Comité del Patrimonio de la Humanidad, es donde los sitios son oficialmente inscritos en la lista de Patrimonio de la Humanidad, luego de presentaciones hechas por la UMC o el CIMS, y deliberaciones de los Estados miembros. La sesión anual se celebra en ciudades alrededor del mundo. Con la excepción de aquellas celebradas en París, donde se ubica la sede central de la Unesco, solo los Estados miembros del Comité tienen derecho a celebrar una sesión futura del Comité en su territorio, previa aprobación del Comité.
Desde 1977 hasta 2024, el Comité del Patrimonio de la Humanidad ha celebrado 46 sesiones ordinarias y diez sesiones extraordinarias.

## Proceso de selección y propuesta
El proceso comienza cuando un país desarrolla un inventario con todos sus sitios con características naturales o culturales significativas para ser incluidos en la Lista Provisional, y es importante porque un país no puede nominar un sitio que no haya estado incluido en esta. A continuación, puede seleccionar un sitio de esta lista para ubicarla en un Expediente de Candidatura. El Centro del Patrimonio de la Humanidad ofrece ayuda en la confección de este expediente, el cual debe ser lo más completo posible.
Posteriormente el expediente es evaluado independientemente por dos organizaciones: La Unión Internacional para la Conservación de la Naturaleza (UICN) y el Consejo Internacional de Monumentos y Sitios (ICOMOS, por sus siglas en inglés). Estas entidades elevan después sus recomendaciones al Comité del Patrimonio de la Humanidad. El Comité se reúne una vez al año para determinar si incluir o no cada sitio candidato en la lista definitiva, y a veces aplaza su decisión para solicitar más información a los Estados miembros. Hay diez criterios que un sitio debe cumplir, en uno o más puntos, para ser incluido en la lista.

## Criterios de selección
A finales de 2004, había un grupo de seis criterios en el ámbito cultural y otros cuatro en el ámbito natural. En 2005, esto se modificó y se unieron para que hubiera un único grupo de diez criterios (los 6 primeros para bienes culturales y los 4 últimos para bienes naturales). Para ser incluido en la lista del Patrimonio de la Humanidad, un sitio debe tener un "valor universal excepcional" y debe satisfacer al menos uno de los siguientes criterios de selección:

### Cultural
I. Representar una obra maestra del genio creativo humano.
II. Testimoniar un importante intercambio de valores humanos a lo largo de un periodo de tiempo o dentro de un área cultural del mundo, en el desarrollo de la arquitectura, tecnología, artes monumentales, urbanismo o diseño paisajístico.
III. Aportar un testimonio único o al menos excepcional de una tradición cultural o de una civilización existente o ya desaparecida.
IV. Ofrecer un ejemplo eminente de un tipo de edificio, conjunto arquitectónico, tecnológico o paisaje, que ilustre una etapa significativa de la historia humana.
V. Ser un ejemplo eminente de una tradición de asentamiento humano, utilización del mar o de la tierra, que sea representativa de una cultura (o culturas), o de la interacción humana con el medio ambiente especialmente cuando este se vuelva vulnerable frente al impacto de cambios irreversibles.
VI. Estar directa o tangiblemente asociado con eventos o tradiciones vivas, con ideas o con creencias, con trabajos artísticos y literarios de destacada significación universal. (El comité considera que este criterio debe estar preferentemente acompañado de otros criterios)

### Natural
VII. Contener fenómenos naturales superlativos o áreas de excepcional belleza natural e importancia estética.
VIII. Ser uno de los ejemplos representativos de importantes etapas de la historia de la tierra, incluyendo testimonios de la vida, procesos geológicos creadores de formas geológicas o características geomórficas o fisiográficas significativas.
IX. Ser uno de los ejemplos eminentes de procesos ecológicos y biológicos en el curso de la evolución de los ecosistemas.
X. Contener los hábitats naturales más representativos y más importantes para la conservación de la biodiversidad, incluyendo aquellos que contienen especies amenazadas de destacado valor universal desde el punto de vista de la ciencia y el conservacionismo.
Desde 1992 la interacción entre el hombre y el medio ambiente es reconocido como paisaje cultural.

## Distribución geográfica
Hasta julio de 2019 existen 1121 sitios declarados Patrimonio Mundial en 167 Estados miembros. De estos, 869 son culturales, 213 naturales y 39 son mixtos. De estos, 37 se consideran transfronterizos, lo que significa que pertenecen a más de 1 país.  
La Unesco ha establecido una clasificación geográfica de los sitios declarados Patrimonio de la Humanidad en la que distingue cinco áreas: África (no incluye los países de los Estados árabes), América Latina y el Caribe (incluye a Isla de Pascua), Asia y Oceanía (no incluye los Estados árabes),Estados árabes (incluye además una zona de Jerusalén propuesta por Jordania),y Europa y América del Norte (no incluye a México; este grupo incluye a Israel, Turquía, Rusia y Hawái).
Los zonas geográficas de la Unesco dan, además, mayor énfasis en lo administrativo que a las asociaciones geográficas. Por ejemplo Israel, que geográficamente está ubicado en Asia, pero está dentro de la clasificación como parte del grupo de Europa y América del Norte, así como la isla de Pascua geográficamente ubicada en Oceanía, pero que forma parte de la región América Latina y el Caribe, ya que la isla es parte de Chile.
| Zona/región                | Cultural | Natural | Mezcla | Total | Porcentaje |
| -------------------------- | -------- | ------- | ------ | ----- | ---------- |
| África                     | 53       | 38      | 5      | 96    | 8,6 %      |
| Estados árabes             | 78       | 5       | 3      | 86    | 7,7 %      |
| Asia y el Pacífico         | 189      | 67      | 12     | 268   | 23,9 %     |
| Europa y Norteamérica      | 453      | 65      | 11     | 529   | 47,2 %     |
| América Latina y el Caribe | 96       | 38      | 8      | 141   | 12,6 %     |
| Total                      | 869      | 213     | 39     | 1121  | 100%       |

La siguiente lista muestra a aquellos países que presentan 10 o más Patrimonios de la Humanidad, hasta septiembre de 2023. Estos 32 países representan más de la mitad de los sitios nombrados. 

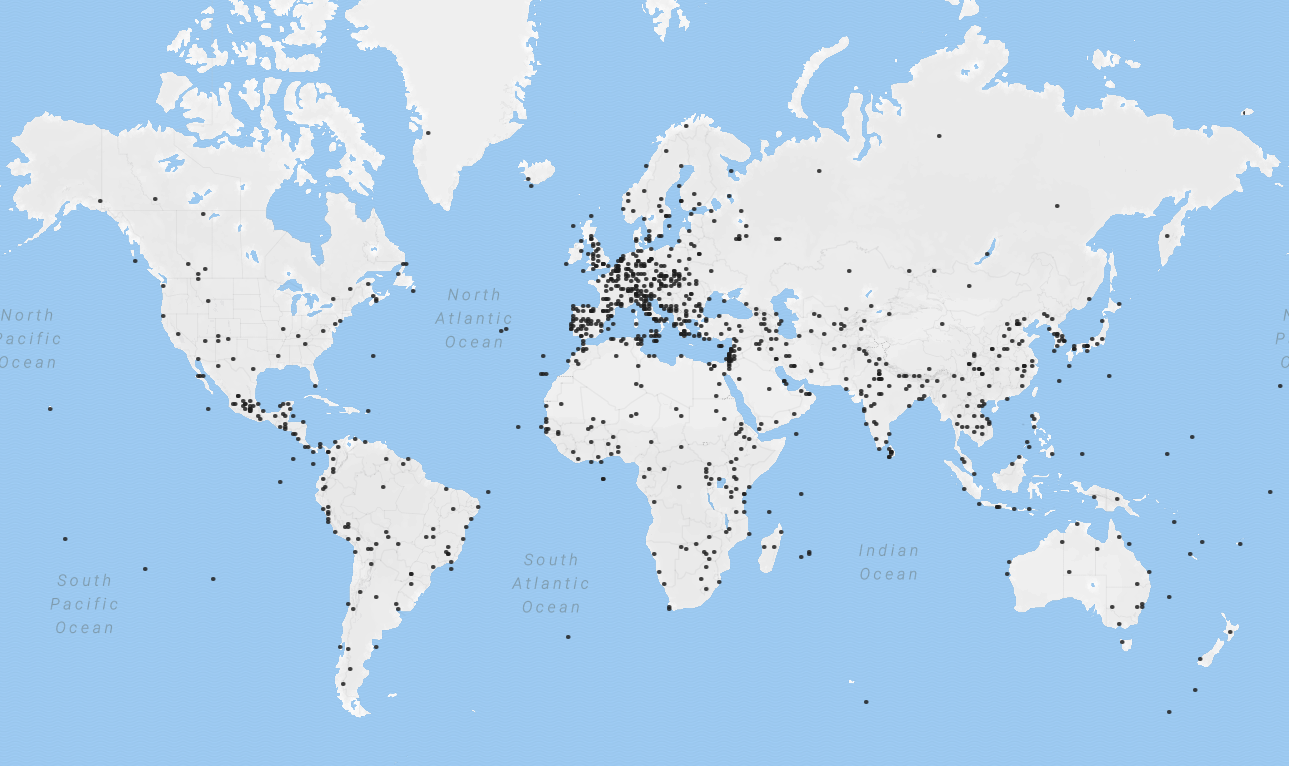
Sitios del Patrimonio Mundial de la Unesco (véase mapa interactivo).

## Patrimonio de la Humanidad en peligro
De entre todos los sitios existentes, algunos se sitúan además en la lista de Patrimonios de la Humanidad en peligro, al estar amenazados por conflictos, catástrofes naturales, o el deterioro del medio ambiente por el ser humano. 53 sitios se encuentran en la categoría "Patrimonio de la Humanidad en peligro" (17 naturales y 36 culturales), siendo los países con mayor cantidad de estos Siria (6 sitios en peligro), Libia (5 sitios), República Democrática del Congo (5 sitios), Irak (3 sitios), Malí (3 sitios), Palestina (3 sitios) y Yemen (3 sitios).
Solo tres Patrimonios de la Humanidad han sido retirados de las listas por considerarse que habían sido desprotegidos por los países donde se encontraban.

## Críticas
La distinción de Patrimonio de la Humanidad ha recibido críticas desde distintas perspectivas. Una de ellas es el impacto adverso del turismo de masas en sitios que no pueden gestionar el rápido crecimiento del número de visitantes.

## Anexos
- Patrimonio de la Humanidad en América Latina y el Caribe
- Patrimonio de la Humanidad en África
- Patrimonio de la Humanidad en Estados Árabes
- Patrimonio de la Humanidad en Asia y Oceanía
- Patrimonio de la Humanidad en Europa y América del Norte
- Anteriores Patrimonio de la Humanidad
- Patrimonio de la Humanidad en peligro
- Patrimonio Cultural Inmaterial
- Anexo:Sesiones del Comité del Patrimonio de la Humanidad